# Union pour la république (Mauritanie)
Pour les articles homonymes, voir Union pour la République (homonymie).
L'Union pour la République (en arabe : الإتحاد من أجل الجمهورية), abrégé UPR, est un parti politique mauritanien fondé en juin 2009 par le général Mohamed Ould Abdel Aziz, l'un des auteurs du coup d'État de 2008.  
Celui-ci quitte l'armée lors de la transition organisée par l'accord de Dakar et fonde l'UPR afin de soutenir sa candidature à l'élection présidentielle de 2009, qu'il remporte au premier tour,.  
L'UPR est depuis au pouvoir en Mauritanie, Mohamed Ould Abdel Aziz étant réélu en 2014. Le parti remporte également la majorité absolue des sièges à l'Assemblée nationale lors des élections législatives de 2013 et de 2018,.  
Mohamed Ould Abdel Aziz quitte la présidence du parti dès son élection, la Constitution interdisant à un président en exercice de diriger un parti, et est remplacé par l'ancien ministre de la défense Mohamed Mahmoud Ould Mohamed Lemine. Il garde cependant la mainmise sur l'UPR, qui le soutient dans sa politique tout au long de ses deux mandats. 
Le dauphin de Mohamed Ould Abdel Aziz, Mohamed Ould Ghazouani, remporte la présidentielle de 2019 et prend par la suite le contrôle total du parti via l'élection à sa présidence de son favori, Sidi Mohamed Ould Taleb Amar, en décembre 2019,.
L'UPR fusionne avec plusieurs petits partis en juillet 2022 pour former le Parti de l'équité.